# Sōryū (Schiff, 1937)
Die Sōryū (japanisch 蒼龍 ‚blauer Drache‘) war ein Flugzeugträger der Kaiserlich Japanischen Marine. Der in Kure gebaute Träger war das Typschiff der Sōryū-Klasse. Bis zu ihrem Untergang am 4. Juni 1942 wurde sie im Pazifikkrieg eingesetzt.

## Konstruktion und Bau

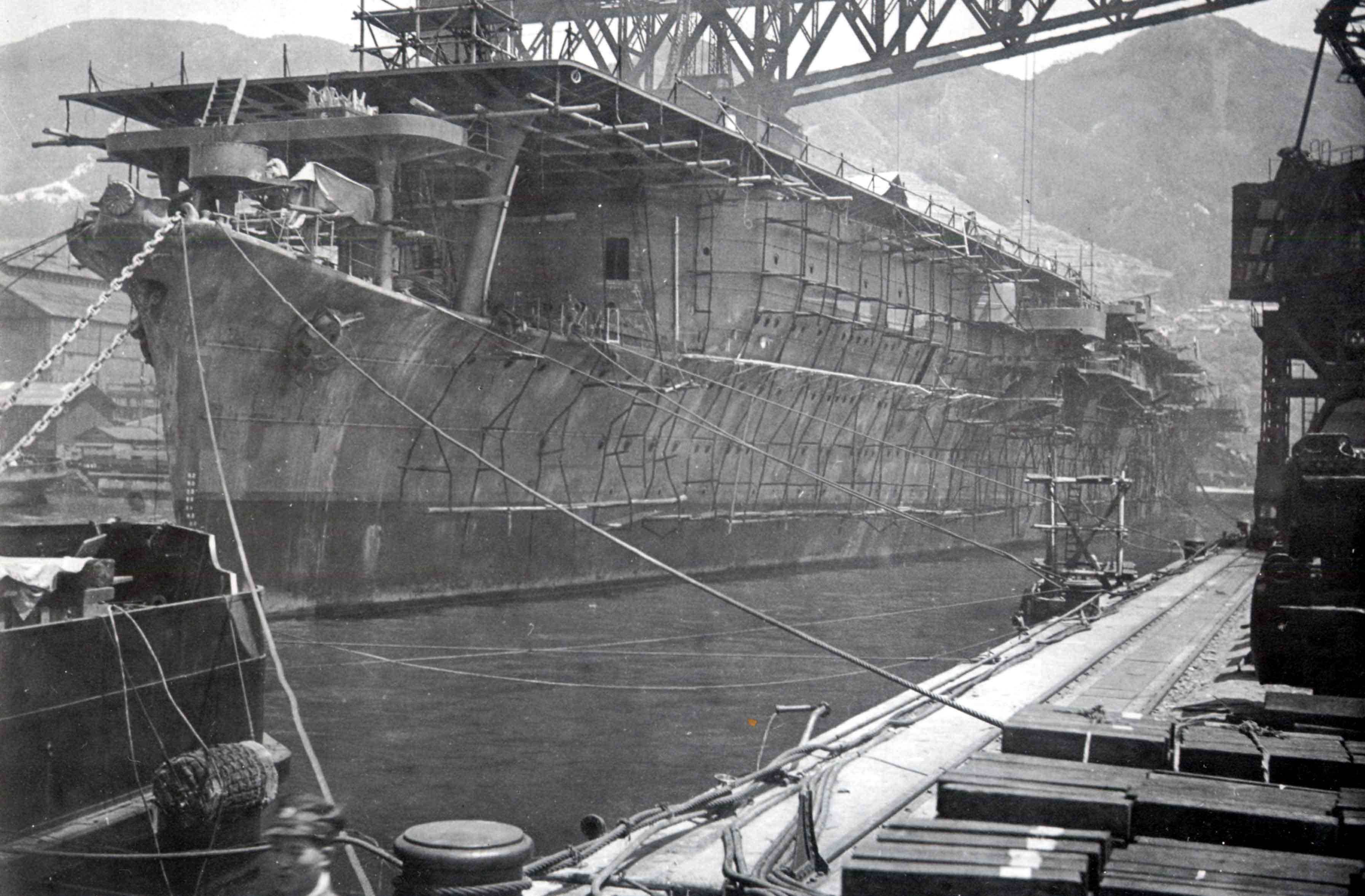
Die Sōryū 1937 in der Ausrüstungsphase

Die Ryūjō, die 1929 auf Kiel gelegt worden war, hatte in puncto Flugzeugkapazität starke Defizite. Die Versuche, dieses Problem durch Anbauten zu lösen, führten zu Vertrimmungsproblemen.
Bei den Planungen zur Nachfolgeklasse wurde das berücksichtigt und die Sōryū wurde mit der Rumpfform eines Schweren Kreuzers und deutlich größeren Hangars als die Ryūjō gebaut. Um die Stabilität zu erhöhen, wurde das untere Hangardeck dabei so weit nach unten gezogen, dass es bis in den Rumpf reichte. Die Abgase wurden an Steuerbord seitlich über zwei Schornsteine abgeleitet und die Sōryū trug, anders als ihr Vorgänger, einen kleinen Brückenturm auf der Steuerbordseite des Flugdecks.

## Einsätze

### Pazifikkrieg

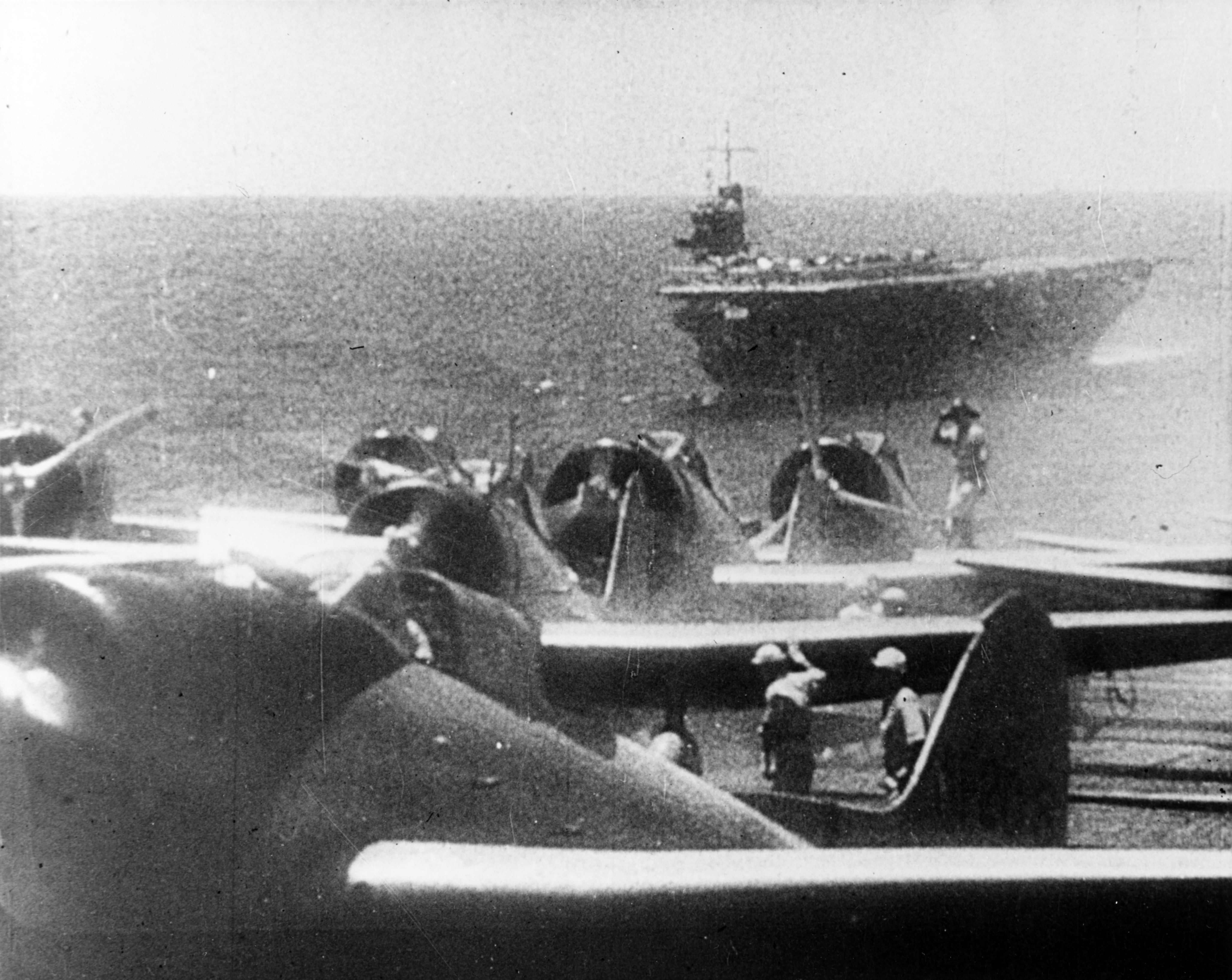
Die Sōryū im Hintergrund, kurz vor dem Start ihrer Flugzeuge am 7. Dezember 1941

Nach ihrer Teilnahme am Angriff auf Kanton 1938 wurde die Sōryū am 7. Dezember 1941 als Bestandteil der Kidō Butai beim Angriff auf Pearl Harbor eingesetzt.
Anschließend flogen ihre Kampfflugzeuge zwischen dem 21. und dem 23. Dezember Angriffe gegen Wake. Im Januar 1942 unterstützte sie erfolgreich die Landungen auf Palau und Ambon.
Am 19. Februar 1942 wurden von ihr aus Luftangriffe auf Darwin in Australien durchgeführt. Von der Sōryū aus wurden dabei zwischen 6:30 Uhr und 12.00 Uhr 18 B5N-Torpedobomber und 18 Sturzkampfflugzeuge gegen die im Hafen liegenden Schiffe eingesetzt.
Im März 1942 war sie an der Schlacht in der Javasee beteiligt, in der ihre Flugzeuge den Marinetanker Pecos versenkten.
Im April 1942 nahm sie an der Attacke im Indischen Ozean teil, bei der unter anderem die Marinebasis der Royal Navy auf Ceylon am 5. April 1942 angegriffen sowie die britischen Kreuzer Cornwall und Dorsetshire sowie am 9. April der britische Flugzeugträger Hermes und der australische Zerstörer Vampire in Trincomalee versenkt wurden.
Nach dem vom amerikanischen Flugzeugträger Hornet aus gestarteten Doolittle Raid auf Tokyo am 18. April 1942 verfolgte die Sōryū die amerikanische Trägerflotte, allerdings ohne Erfolg.

### Schlacht um Midway

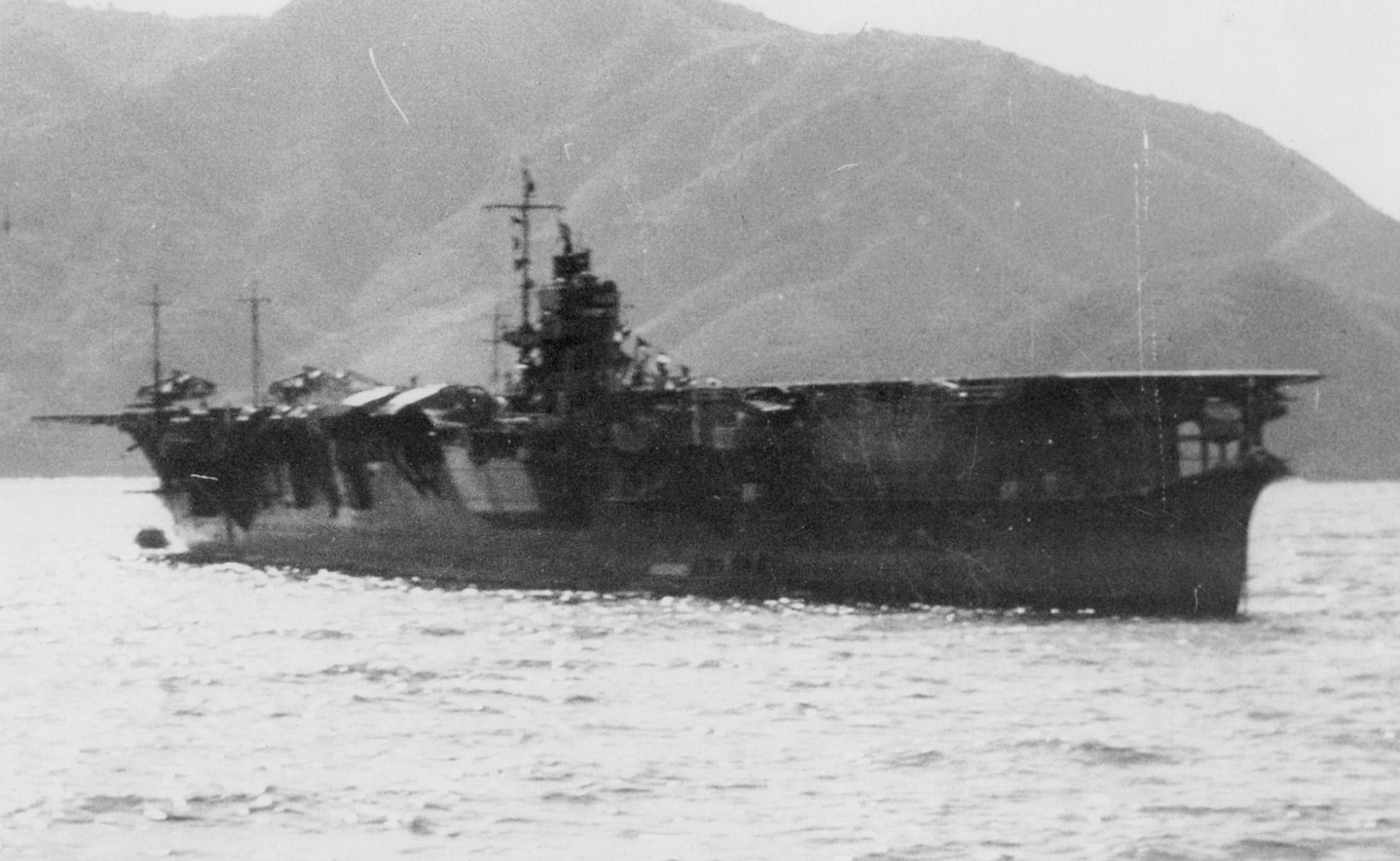
Die Sōryū auf Reede liegend

Im Juni 1942 war die Sōryū Teil der japanischen Flugzeugträgerflotte, welche die Invasion japanischer Truppen auf die Midwayinseln absichern sollte.
Kaigun-Chūjō Nagumo führte mit seinem Stab das Kommando über die Flotte von der Akagi aus.
Die Sōryū gehörte gemeinsam mit der Hiryū zur Zweiten Trägerdivision, über die Konteradmiral (Kaigun-Shōshō) Yamaguchi Tamon von der Hiryū aus das Kommando führte. Kommandant der Sōryū war Kaigun-Taisa Ryūsaku Yanagimoto.
Der Flugzeugträger trug 18 Mitsubishi A6M2-Jagdflugzeuge, 18 Aichi D3A1-Sturzkampfbomber und 18 Nakajima B5N2-Torpedobomber. Hinzu kamen zwei experimentelle Yokosuka D4Y, die der Sōryū zu Testzwecken zugeteilt waren. Weiterhin führte sie für jeden der drei Standardtypen zwei zerlegte Reservemaschinen mit und hatte drei zerlegte Flugzeuge der Gruppe 6 an Bord, die später auf der Insel Midway stationiert werden sollten.
Zur leichteren Identifikation durch eigene Piloten war auf dem vorderen Viertel des Flugdecks ein roter Kreis mit weißer Umrandung über die gesamte Breite des Decks aufgemalt. Unmittelbar an der hinteren Kante des Flugdecks war an Backbord das Katakana-Schriftzeichen für SA auf das Deck gepinselt, um den Träger für Piloten im Landeanflug als Sōryū auszuweisen.
Um 4.30 Uhr starteten von der Sōryū 18 B5N-Torpedobomber, allerdings bewaffnet mit Nummer-80-Fliegerbomben (805 kg), zum Angriff auf amerikanische Verteidigungsanlagen auf dem Midway-Atoll. Begleitet wurden sie von neun A6M2-Jagdflugzeugen. Um 6:34 Uhr griffen sie das Ziel an und warfen aus großer Höhe (2700 und 3400 Meter) ihre Bomben ab. Sie meldeten die Ausschaltung einer Flugabwehrstellung, Schäden an der Startbahn und den Hangars des Flugfeldes. Ein B5N-Torpedobomber wurde von amerikanischen Jagdflugzeugen abgeschossen, alle übrigen erlitten Beschussschäden.
Die Jagdflugzeuge der Sōryū wurden über dem Atoll in Luftkämpfe mit Jagdflugzeugen des US Marinecorps verwickelt, wobei keiner ihrer A6M2-Jäger abgeschossen wurde und vier gegnerische Maschinen als sichere Abschüsse deklariert wurden.
Die Jagdflugzeuge der Sōryū, die zum Schutz der eigenen Flotte eingesetzt waren, wurden zwischen 7:05 Uhr und 10:15 Uhr mehrfach in Luftkämpfe mit angreifenden amerikanischen Fliegerstaffeln verwickelt. Diese setzten sich aus B-26, B-17-Bombern und anderen Flugzeugen zusammen, die von Midway gestartet wurden. Hinzu kamen dann am Vormittag Fliegerstaffeln der Flugzeugträger Enterprise, Hornet und Yorktown. Insgesamt 21 gegnerische Flugzeuge wurden dabei von den Piloten der A6M „Zero“ der Sōryū als Abschüsse gemeldet.

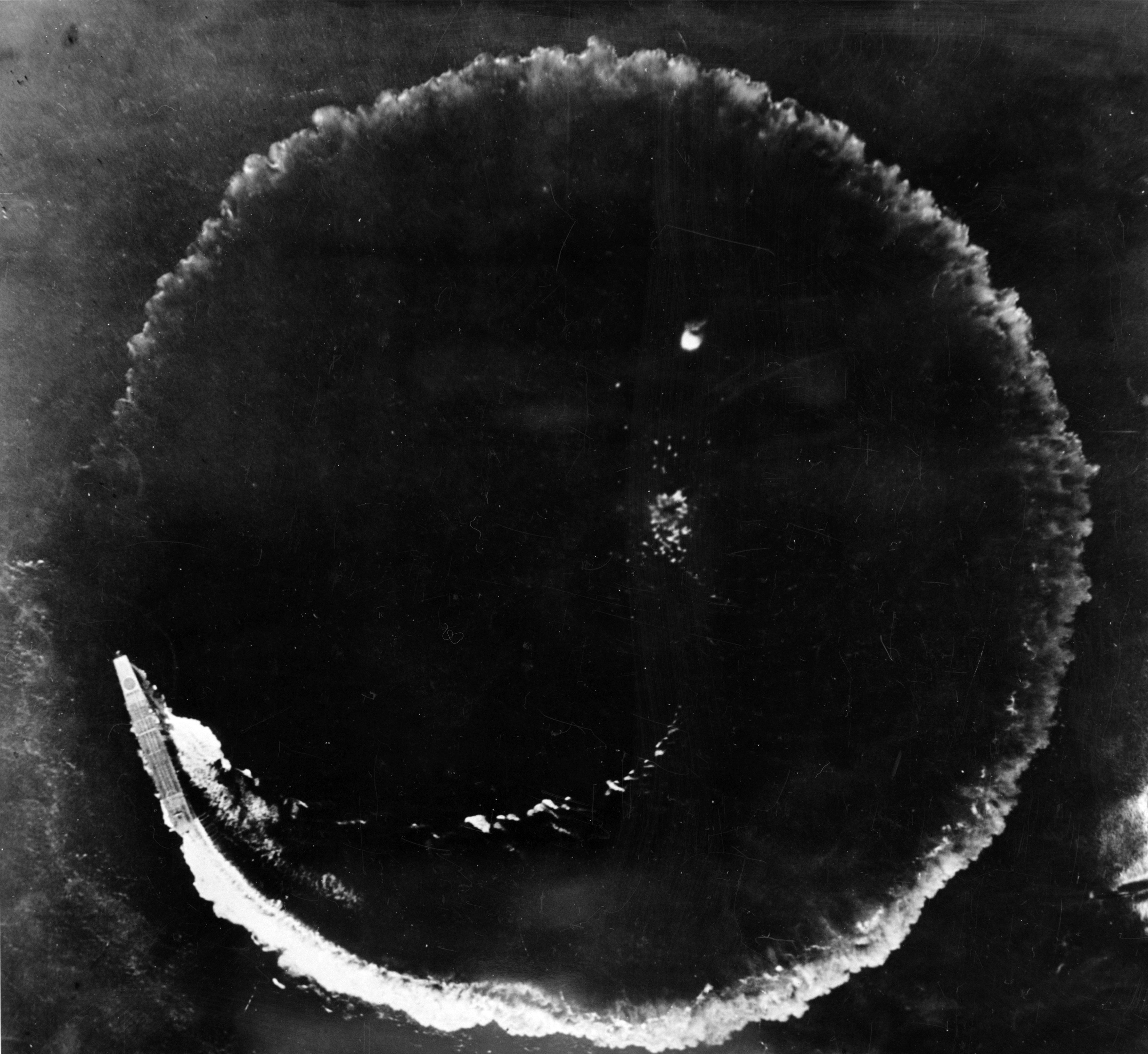
Während des Angriffs durch drei B-17-Bomber am Morgen des 4. Juni um 8.35 Uhr fährt die Sōryū ein Ausweichmanöver.

Auf der Sōryū wurden die D3A-Sturzkampfflugzeuge, die an der Bombardierung am Morgen nicht teilgenommen hatten, zum Angriff auf mögliche feindliche Schiffsziele in Bereitschaft gehalten. Um 7.15 Uhr erging der Befehl, eine zweite Welle gegen Midway zu starten. Dafür mussten die Bomben an den Flugzeugen, die zum Angriff auf Schiffe vorgesehen waren, gegen solche zum Angriff auf Landziele ausgetauscht werden. Die Arbeiten der Wartungsmannschaften wurden um 7.45 Uhr unterbrochen, als der Befehl erging, die Umrüstung zu stoppen, da eine feindliche Flotte gesichtet worden war.
Als die Flugzeuge der ersten Welle zurückzukehren begannen und amerikanische Flugzeuge die Flotte durch verlustreiche Angriffe unter Druck setzten, entschied der Kommandeur, Vizeadmiral Nagumo, um 9.05 Uhr, dass erst alle Flugzeuge der ersten Welle landen sollten, damit die Flotte nach Norden laufen könnte. Sie sollte die gegnerische Flotte, zu der nach Beobachtung eines Aufklärungsflugzeuges ein Flugzeugträger gehörte, gemeinsam angreifen.
Um 9.15 Uhr meldeten die Sōryū und die übrigen Träger, dass sie zwischen 10.30 Uhr und 11.00 Uhr die Betankung und Bewaffnung aller Flugzeuge abgeschlossen haben würden. Um 10.15 Uhr startete eine neue Gruppe von drei A6M2-Zero-Jagdflugzeugen von der Sōryū zur Eigensicherung des Verbandes, um die Maschinen zu ersetzen, die ihre Munition bei der Abwehr vorangegangener Angriffe weitgehend verschossen hatten. Sie wurden jedoch unverzüglich auf niedriger Höhe in Luftkämpfe mit amerikanischen Torpedobombern verwickelt.

### Untergang
Um 10.25 Uhr wurde die Sōryū von Douglas-SBD-Sturzkampfbombern des amerikanischen Flugzeugträgers Yorktown angegriffen. Sie wurde innerhalb von 5 Minuten von drei 1.000-lb.-(453-kg)-Bomben getroffen. Zwar wurden Akagi und Kaga nahezu zeitgleich getroffen, doch die Schäden auf der Sōryū waren besonders schwer.
Der erste Bombentreffer lag auf der vorderen Schiffshälfte, durchschlug das 4,5 cm dicke hölzerne Flugdeck und explodierte im oberen Hangar. Die Explosion setzte dort mehrere Flugzeuge in Brand und die Druckwelle schleuderte den vorderen Aufzug nach achtern. Die zweite Bombe explodierte zwischen Flugzeugen, die auf ihren Start an Deck warteten und setzte sofort mehrere davon in Brand. Der auslaufende Treibstoff breitete sich über das Flugdeck aus und entzündete sich. Die dritte Bombe traf die hintere Schiffshälfte, durchschlug das Flugdeck, explodierte im hinteren Hangar und setzte auch dort abgestellte Flugzeuge in Brand. Als Folge stand die Sōryū bereits kurz nach dem Angriff vom Bug bis zum Heck in Flammen. In einem der Lager im Schiffsinneren, in dem Bomben und Torpedos aufbewahrt wurden, gab es gegen 10.30 Uhr eine schwere Explosion.
Ihr Kommandant Yanagimoto führte zunächst von der Signalplattform des Brückenturms aus das Kommando weiter, hatte aber schwere Verbrennungen erlitten. Zahlreiche Sekundärexplosionen von Torpedos und Bomben in den Hangars erschütterten den Schiffskörper und töteten viele Besatzungsmitglieder. Die Maschinenanlage fiel bereits kurz nach den Treffern gegen 10.40 Uhr aus und es wurde schnell klar, dass das Schiff nicht zu halten war. Bereits um 10.45 Uhr gab Yanagimoto den Befehl, das Schiff zu verlassen. Er selbst entschied sich, an Bord zu bleiben und verbrannte auf der Signalplattform.
Nachdem die Seeleute den Träger verlassen hatten, wurden sie von einem Kutter des Kreuzers Chikuma aufgenommen und später auf die Zerstörer Hamakaze und Isokaze gebracht.
Da das Schiff zwar Schäden davongetragen hatte, aber zunächst keine Wassereinbrüche zu verzeichnen waren, ist umstritten, ob sie später infolge progressiver Flutungen, ausgelöst von Explosionen im Schiff, oder durch einen Typ 93 Torpedo der Isokaze untergegangen ist.
Die Sōryū begann um 19.12 Uhr zu sinken und war innerhalb weniger Minuten untergegangen. Die Hamakaze meldete um 19:15 Uhr den Untergang des Schiffes an Vizeadmiral Nagumo, der sich mittlerweile auf dem Leichten Kreuzer Nagara aufhielt. Um 19.20 Uhr ereignete sich eine starke Explosion unter Wasser, an der Stelle, an der die Sōryū untergegangen war. Diese Explosion stammte vermutlich von heißen Dampfkesseln, die beim Kontakt mit dem kalten Seewasser explodierten.
Es wurde einige Zeit vermutet, dass möglicherweise das U-Boot Nautilus die beschädigte Sōryū versenkt hätte, was jedoch als unwahrscheinlich gilt.

### Verluste
Neben Kapitän Yanagimoto kamen 717 von 1.100 Besatzungsmitgliedern ums Leben. Der erste Offizier der Sōryū, Ohara, ging davon aus, dass 30 von 40 Piloten, die zum Zeitpunkt des Angriffs an Bord waren, getötet wurden. Die genaue Zahl der Personen, die auf der Sōryū getötet wurden, festzustellen, gestaltete sich schwierig, da sich auch zivile Reporter an Bord befunden hatten.

## Wrack
Bisher wurden keine ernsthaften Versuche unternommen, das Wrack der Sōryū aufzuspüren. Der vermutete Untergangsort lag etwa bei 30° 42′ N, 178° 37′ W.

## Namenstradition
Die Sōryū-Klasse, eine Klasse neuer japanischer U-Boote, trägt den Namen des Schiffes. Das erste Boot der Klasse, die Sōryū, lief am 5. Dezember 2007 vom Stapel und wurde 2009 in Dienst gestellt.

## Liste der Kommandanten
| Nr. | Name                               | Beginn der Amtszeit | Ende der Amtszeit  | Bemerkungen                                        |
| --- | ---------------------------------- | ------------------- | ------------------ | -------------------------------------------------- |
| -   | Kapitän zur See Beppu Akitomo      | 16. August 1937     | 1. Dezember 1937   | mit der Baubelehrung betraut                       |
| 1.  | Kapitän zur See Teraoka Kinpei     | 29. Dezember 1937   | 15. November 1938  | seit 1. Dezember 1937 mit der Baubelehrung betraut |
| 2.  | Kapitän zur See Uwano Keizo        | 15. November 1938   | 15. Oktober 1939   |                                                    |
| 3.  | Kapitän zur See Yamada Sadayoshi   | 15. Oktober 1939    | 15. Oktober 1940   |                                                    |
| 4.  | Kapitän zur See Kamase Wataru      | 15. Oktober 1940    | 25. November 1940  |                                                    |
| 5.  | Kapitän zur See Kosaka Kanae       | 25. November 1940   | 12. September 1941 |                                                    |
| 6.  | Kapitän zur See Hasegawa Kiichi    | 12. September 1941  | 6. Oktober 1941    |                                                    |
| 7.  | Kapitän zur See Yanagimoto Ryūsaku | 6. Oktober 1941     | 4. Juni 1942       | mit dem Schiff untergegangen                       |

## Belege und Verweise

### Bemerkungen
1. ↑  Das Datum hängt von der verwendeten Zeitzone ab und ändert sich für die von den Japanern damals verwendete Zeitzone auf den 5. Juni.
2. ↑  Der japanische Rang Chūjō entspricht dem deutschen Dienstgrad Vizeadmiral. Der Vorsatz Kaigun- zeigt an, dass es sich um einen Marineoffizier handelt.
3. ↑  Der japanische Rang Shōshō entspricht dem deutschen Dienstgrad Konteradmiral. Der Vorsatz Kaigun- zeigt an, dass es sich um einen Marineoffizier handelt.
4. ↑  Der japanische Rang Taisa entspricht dem deutschen Dienstgrad Kapitän zur See. Der Vorsatz Kaigun- zeigt an, dass es sich um einen Marineoffizier handelt.
5. ↑  Alle Zeitangaben zur Schlacht um Midway sind in der Literatur entweder nach japanischer Zeit, also UTC +9 Stunden, oder nach der von den Amerikanern verwendeten Zeit, UTC −12 Stunden (wie auch in diesem Artikel), angegeben, so dass das zugehörige Datum um einen Tag abweichen kann. Siehe dazu den Artikel Zeitzone.
6. ↑  „… a United States submarine scored three torpedo hits on the smoking carrier Soryu as the enemy was attempting to take it in tow …“ in etwa: „… ein U-Boot der Vereinigten Staaten erzielte drei Torpedotreffer auf der rauchenden Soryu, als der Gegner versuchte sie in Schlepp zu nehmen …“ Battle of Midway, 4-7 June 1942: Combat Intelligence Released as of 14 July 1942 (Memento vom 12. Oktober 2014 im Internet Archive)